# Challenger de Zagreb 2024
El torneo Zagreb Open 2024 fue un torneo de tenis perteneció al ATP Challenger Tour 2024 en la categoría Challenger 75. Se trató de la 19.ª edición, el torneo tuvo lugar en la ciudad de Zagreb (Croacia), desde el 3 hasta el 9 de junio de 2024 sobre pista de tierra batida al aire libre.

## Jugadores participantes del cuadro de individuales
| Preclasificado | País                               | Jugador                   | Rank1 | Posición en el torneo |
| 1              | Bandera de Bosnia y Herzegovina    | Damir Džumhur             | 128   | CAMPEÓN               |
| 2              | Bandera de Estados Unidos          | Nicolas Moreno de Alboran | 130   | Primera ronda         |
| 3              | Bandera de España                  | Oriol Roca Batalla        | 164   | Semifinales           |
| 4              | Bandera de Argentina               | Marco Trungelliti         | 169   | Baja                  |
| 5              | Bandera de Francia                 | Quentin Halys             | 187   | Primera ronda         |
| 6              | Bandera de Argentina               | Genaro Alberto Olivieri   | 188   | Primera ronda         |
| 7              | Bandera de la República Dominicana | Nick Hardt                | 193   | Cuartos de final      |
| 8              | Bandera de Portugal                | Henrique Rocha            | 203   | Segunda ronda         |
| 9              | Bandera de Croacia                 | Dino Prižmić              | 204   | Segunda ronda         |

- 1 Se ha tomado en cuenta el ranking del 27 de mayo de 2024.

### Otros participantes
Los siguientes jugadores recibieron una invitación (wild card), por lo tanto ingresan directamente al cuadro principal (WC):
- Matej Dodig
- Roko Horvat
- Luka Mikrut

Los siguientes jugadores ingresan al cuadro principal tras disputar el cuadro clasificatorio (Q):
- Guy den Ouden
- Gastão Elias
- Mathys Erhard
- Nino Serdarušić
- Carlos Taberner
- Alexey Zakharov

## Campeones

### Individual Masculino
- Damir Džumhur derrotó en la final a  Luka Mikrut por 7–5, 6–0

### Dobles Masculino
- Jonathan Eysseric /  Quentin Halys derrotaron en la final a  Alexandru Jecan /  Henrique Rocha por 6–4, 6–4